# Venia
Venia kakamega es una especie de araña araneomorfa de la familia Linyphiidae. Es el único miembro del género monotípico Venia.

## Distribución
Se encuentra en Kenia.